# Preah Khan
Le Preah Khan (khmer : ប្រាសាទព្រះខ័ន) est un temple bouddhiste construit par le roi khmer Jayavarman VII vers 1191 au nord de la cité d'Angkor Thom, sur le site d'Angkor au Cambodge.

## Histoire
Le Preah Khan (« épée sacrée » en khmer) était un complexe monastique bouddhiste nommé Jayaçri (« victoire glorieuse » en sanskrit) en l'honneur de la victoire sur les Chams de Jayavarman VII qui l'érigea en 1191.
Le site a servi de ville provisoire pendant la construction d'Angkor Thom et le monastère fut terminé après que Jayavarman VII se fut installé dans son nouveau palais (1190).
Il est dédié à Dharanindra Varman II, le père du roi bâtisseur qui est idéalisé ici sous la forme du Bodhisattva Avalokiteśvara.

## Description
Ce temple « à plat » est entouré d'une première enceinte d'environ 800 m sur 700 pour 5 m de haut, elle-même bordée de douves de plus de 20 m de large. 
Le complexe couvre tout de même 56 hectares car il est formé d'une multitude de constructions réalisées à plat, dont l'enchevêtrement est assez complexe, du fait des diverses fondations religieuses qui y ont été édifiées.
Le mur en latérite de la 4e enceinte — la plus extérieure — est décoré de 62 immenses garuḍas de grès, gardiens du temple.
Les chaussées dallées qui franchissent les douves sont, comme à Angkor Thom, ornées de balustrades composées de géants fabuleux (deva) tenant un nāga. Originalité, le soubassement de ces chaussées est orné de bas-reliefs.
Le grand espace entre les murs était probablement occupé autrefois par de nombreuses habitations principalement en bois. Pour seuls témoins, un gîte d'étape sur le côté de la route d'accès Est et un bassin creusé dans l'angle Nord-Ouest.
Le gopura ouest de la 3e enceinte est en forme de croix. Son porche à quatre piliers est surmonté d'un fronton sculpté. L'entrée est précédée de part et d'autre du passage par des gardiens (Dvarapala) de grès, de haute stature, décapités.

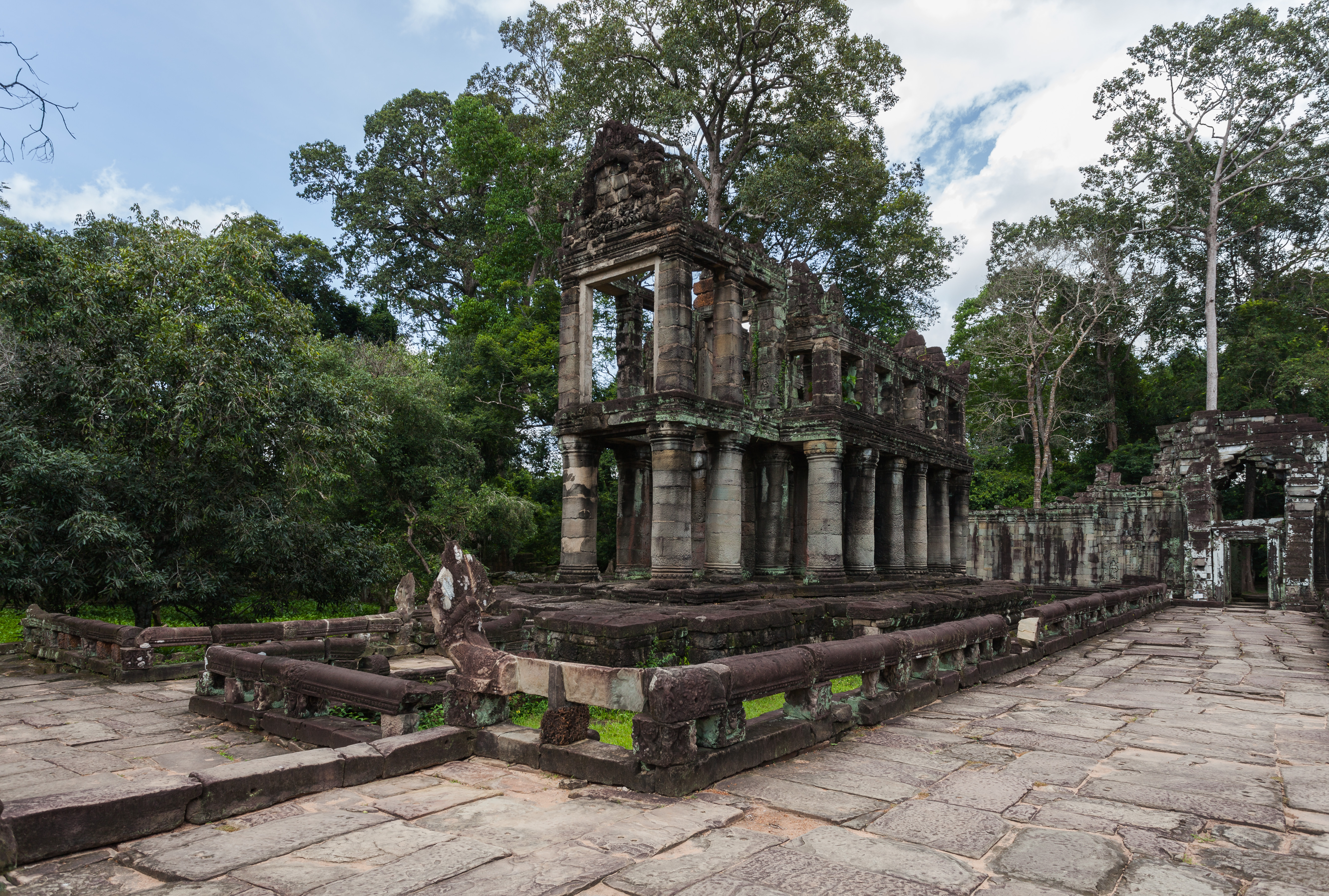
Le célèbre édifice à deux étages.

Au centre, le temple est entouré d'un mur d'enceinte de 210 m sur 160 m muni aux quatre points cardinaux d'importants pavillons d'entrée dont le plus complexe est celui de l'Est précédé d'une grande terrasse d'accès.
L'enceinte du temple comprend de nombreux édifices annexes dont une « salle aux danseuses », des bassins, des « bibliothèques », des « cloîtres » interconnectés par des galeries que l'on doit traverser pour atteindre l'enceinte du sanctuaire, lui-même un entrelacs dense de galeries et de salles à colonnades entourant la tour-sanctuaire centrale.

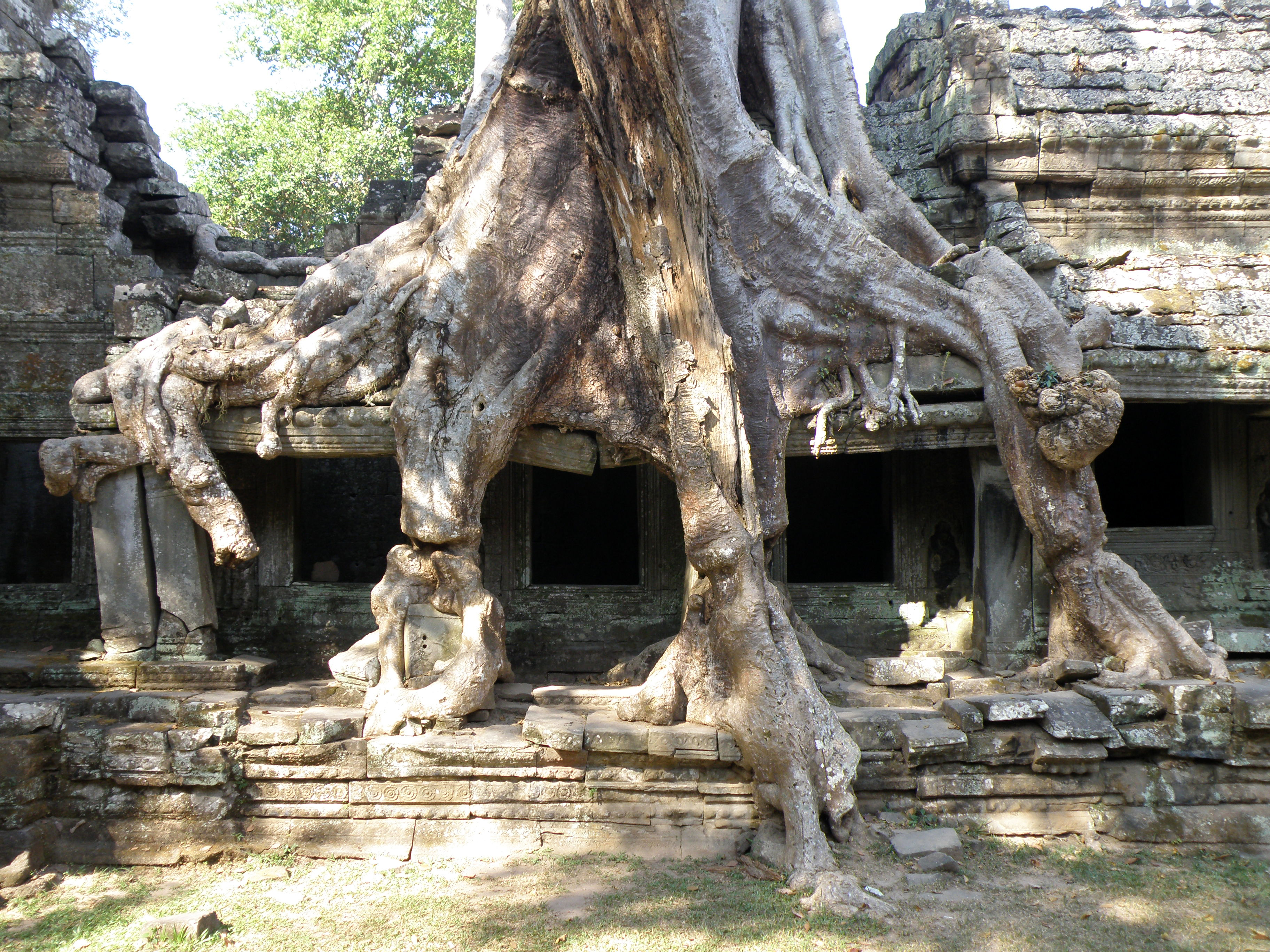
Racines tentaculaires.

Deux arbres géants ont poussé sur la toiture d'un gopura. Leur grande hauteur et leur position inclinée défient les lois de l'équilibre, car ils sont uniquement « amarrés » par leurs longues racines qui coulent de la toiture pour serpenter ensuite sur le sol.
Près du temple, à l'est un petit baray, le Jayatatāka, dont le Neak Pean marque le centre. C'est le dernier baray érigé à Angkor ; devant l'ensablement rapide de ces grands réservoirs, les Khmers vont construire désormais des ponts-barrages avec un succès mitigé.

## Galerie

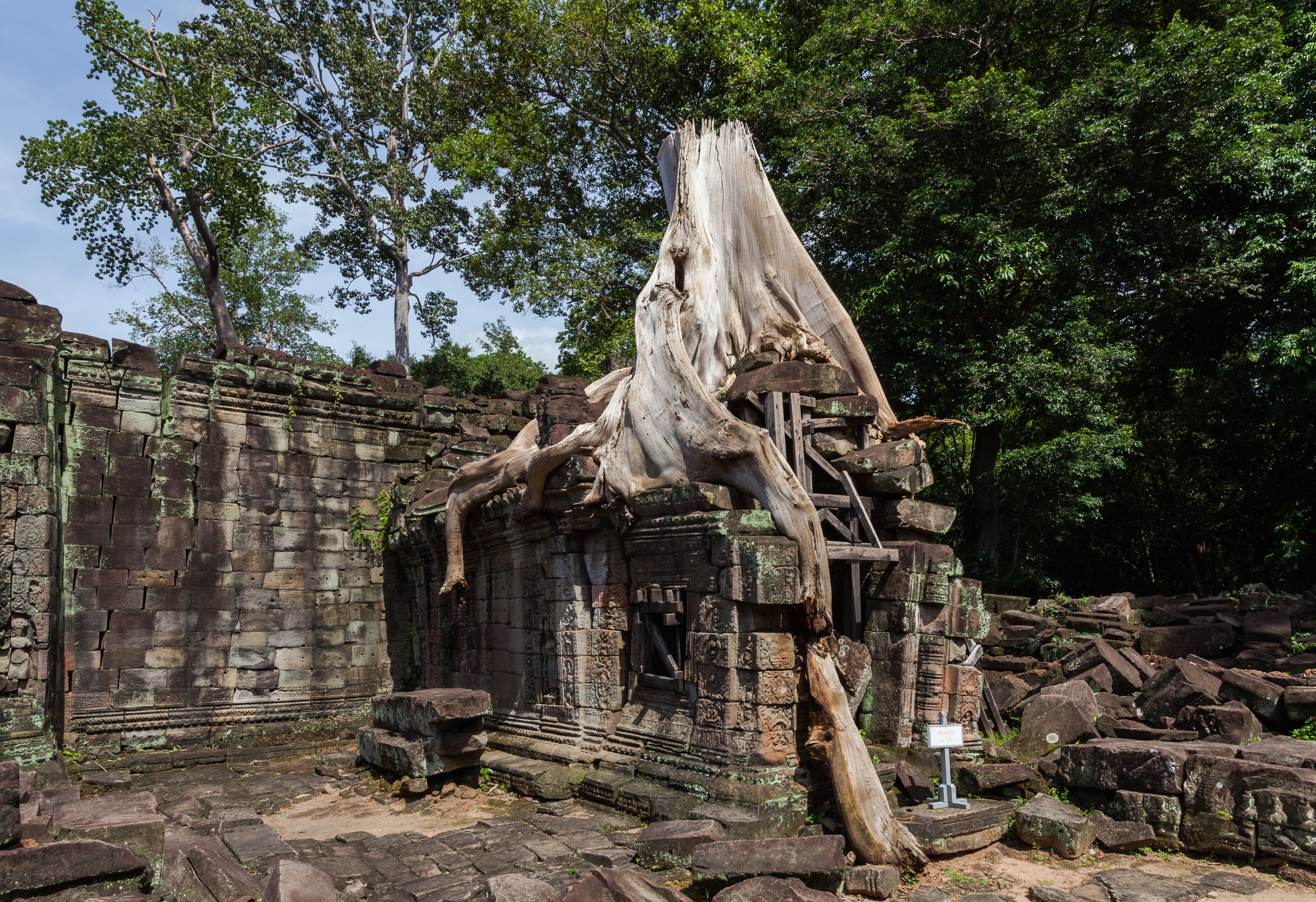
Restes d'un arbre ayant poussé sur l'un des bâtiments du temple.
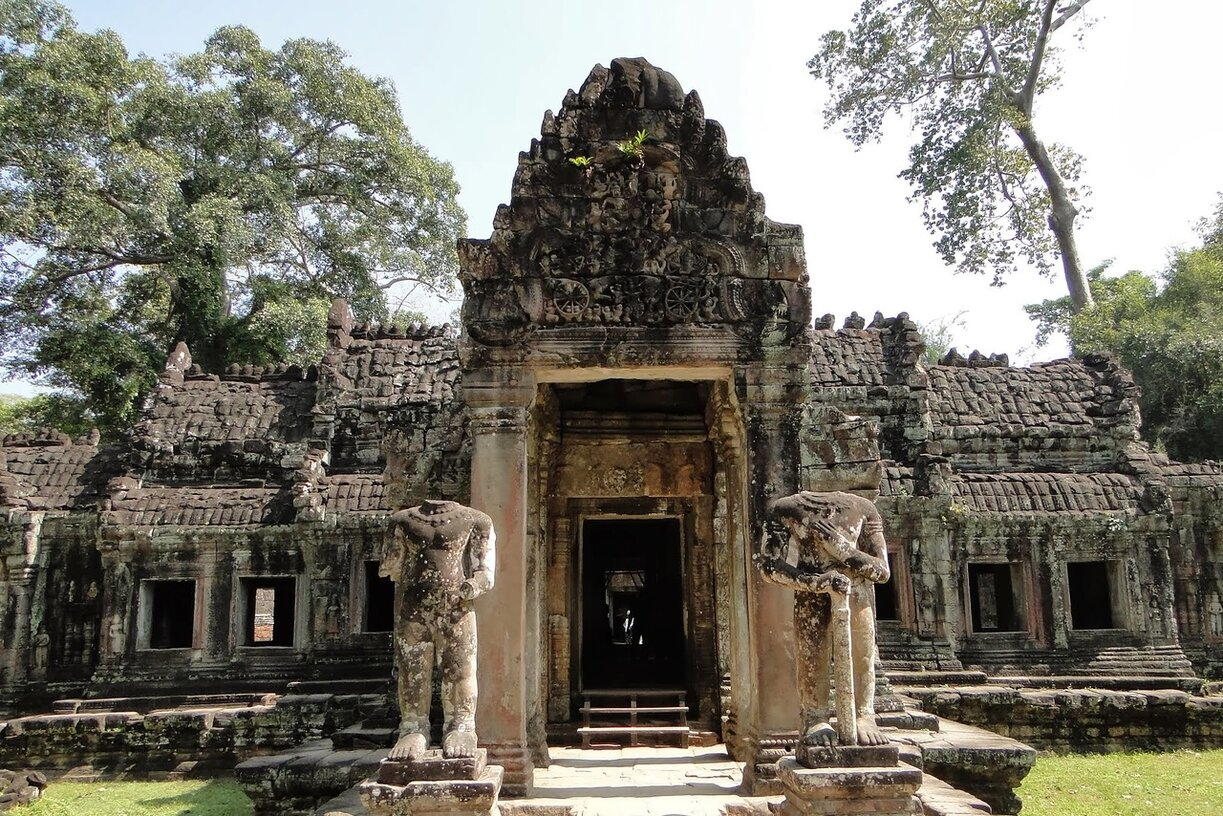
Entrée du complexe de Preah Khan.
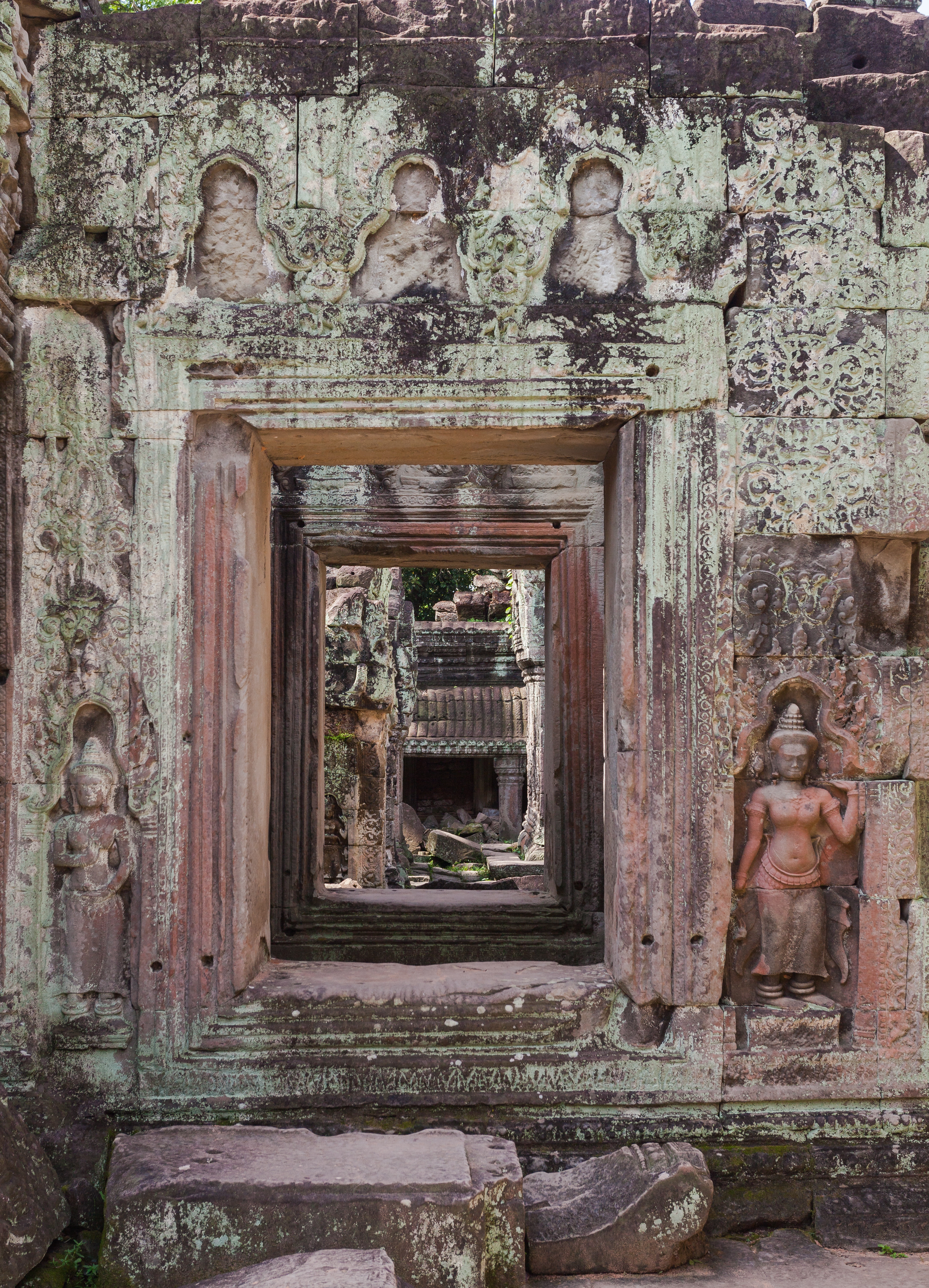
Couloir donnant sur des chambres à l'intérieur du temple.
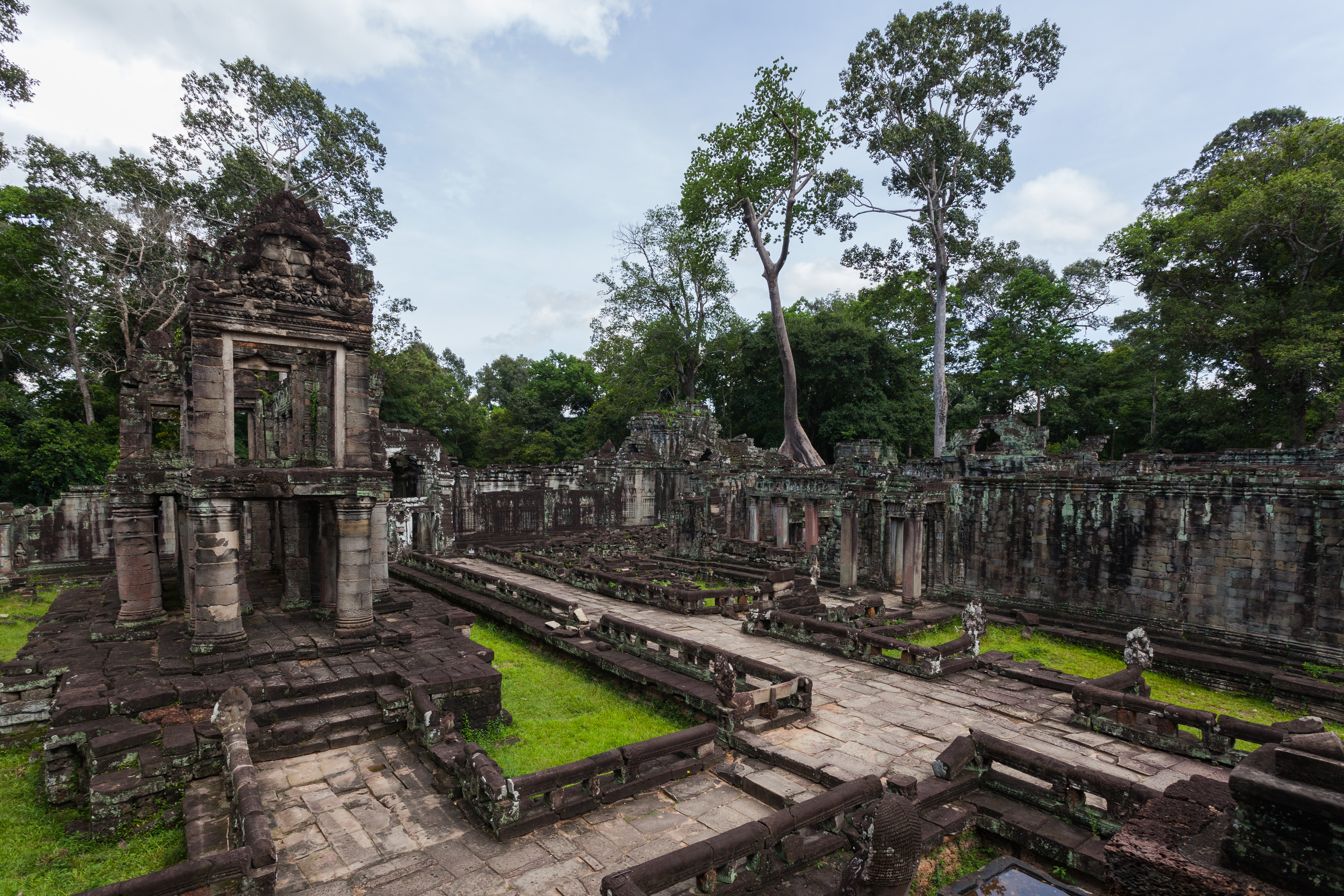
Rue
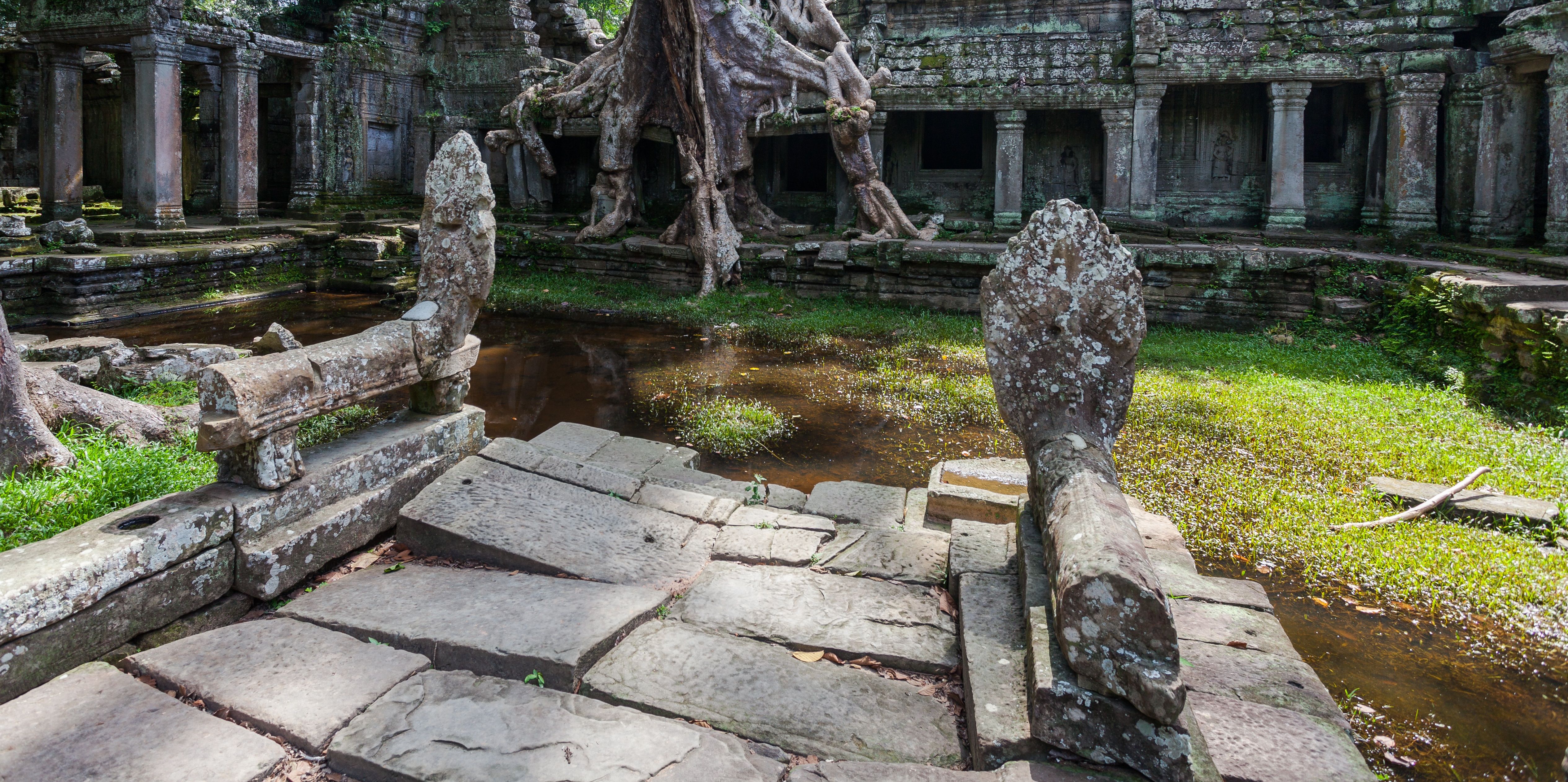
Ruines du temple
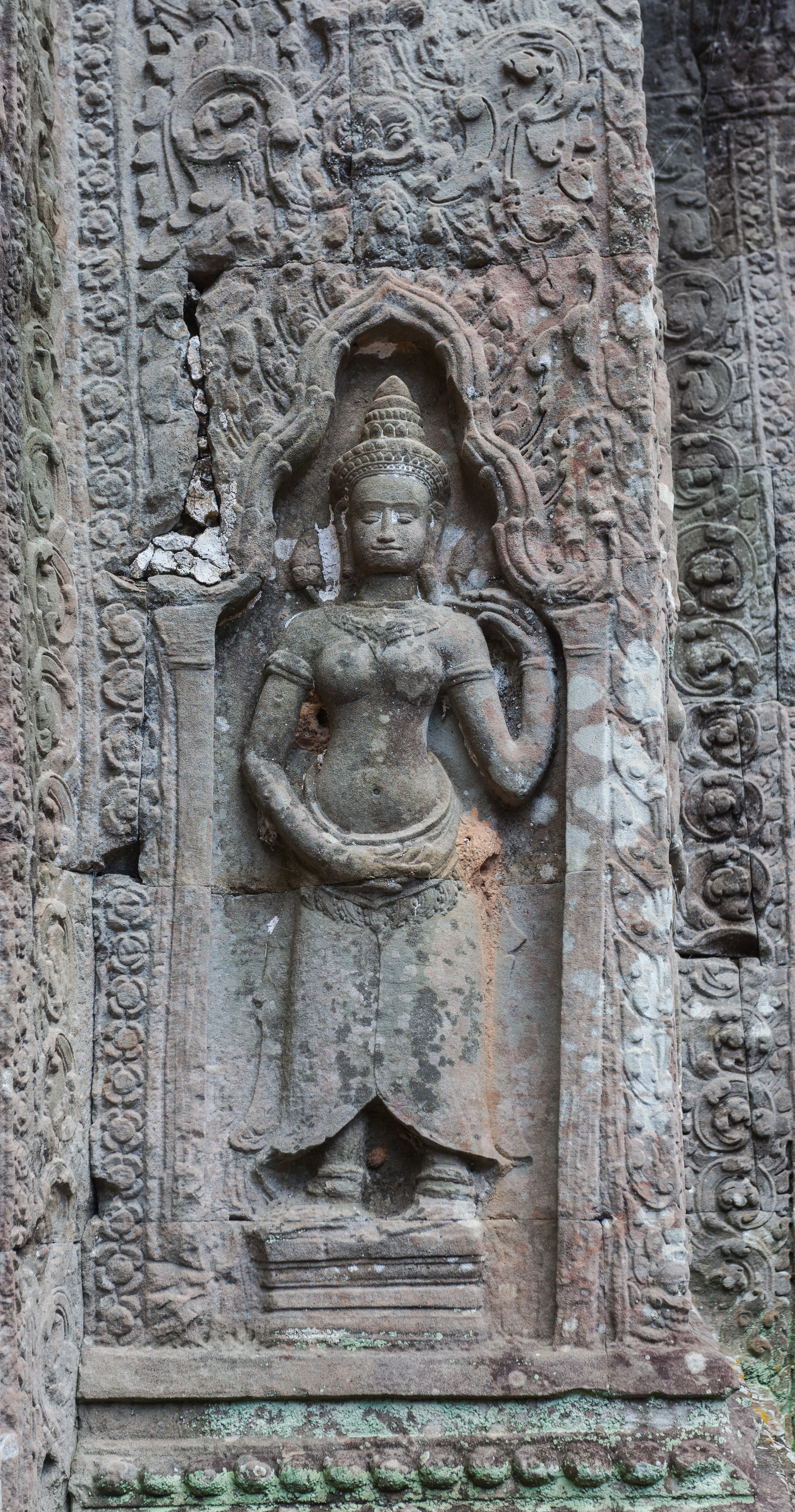
Sculpture d'une divinité mythique
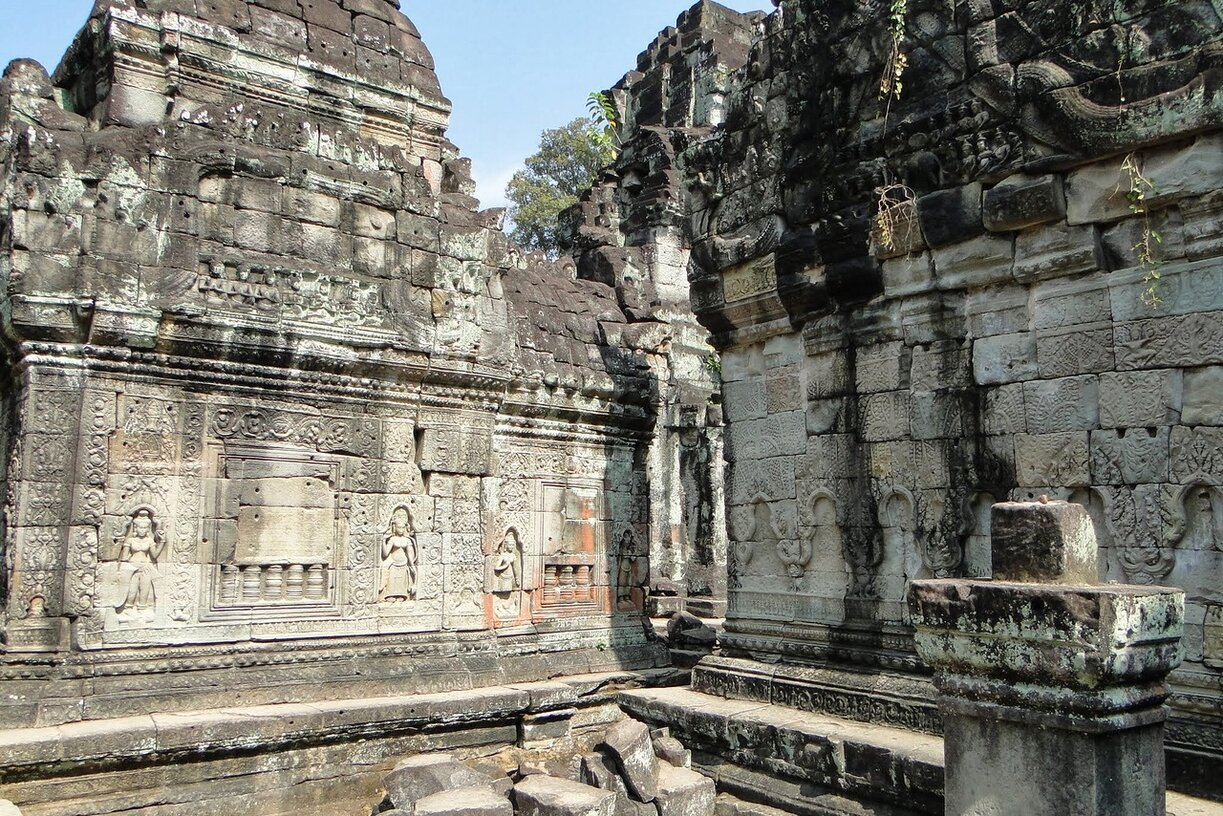
Bas-reliefs sur les murs du temple